# Schönow (Berlijn)

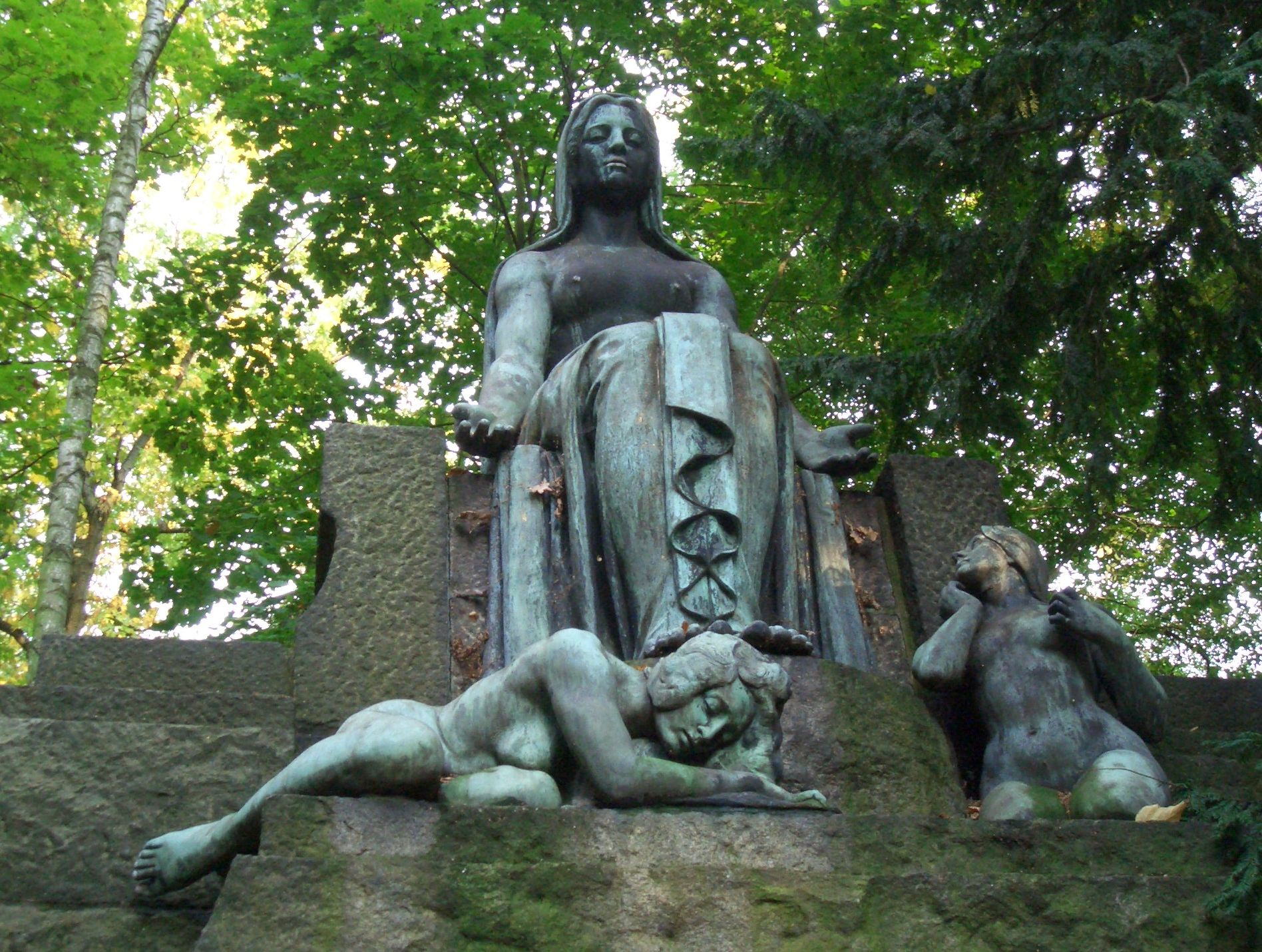
Schwermütige Frauen van Gottlieb Elster op het grafmonument van Bernhard Heinrich Laehr in het park van Schönow

Schönow is een wijk in het Berlijnse stadsdeel Zehlendorf in het district Steglitz-Zehlendorf in de zuidelijke stadsrand, aan de verbindingsweg naar Teltow.
Schönow werd in 1299 voor het eerst vermeld. Later was het dorp bezit van de markgraven en aartsbisschoppen van Maagdenburg. In de 19e eeuw kwam het onder het bestuur van Potsdam en in 1872 werd Schönow bij het district Zehlendorf gevoegd. Bernhard Heinrich Laehr richtte in 1853 een zenuwinstelling op in Schönow.
Schöndorf verloor in 1894 zijn zelfstandigheid en werd ingelijfd bij Zehlendorf. Sinds 1906 ligt het aan het kanaal van Teltow. Door de bouw van dit kanaal verdween het beeld van de vroegere nederzetting bijna volledig. Tussen het kanaal en de dam van Beeskow kwam een industriegebied waar thans onder meer Ford en Ikon gevestigd zijn. 
Van 1961 tot 1989 was Schönow afgesloten van de belangrijkste verkeerswegen van Berlijn door de bouw van de Berlijnse Muur.